# Ricardo Arias (calciatore)
Ricardo Penella Arias (Valencia, 25 febbraio 1957) è un ex calciatore spagnolo, di ruolo difensore.

## Carriera

### Club
Rimasto legato alla maglia della propria città natale, Valencia, con i pipistrelli disputerà 17 stagioni collezionando oltre 400 presenze. Al termine della propria carriera può vantare una Coppa delle Coppe, una Supercoppa UEFA e una Coppa del Re.

### Nazionale
Ha disputato la sua prima ed unica presenza con la nazionale iberica nel 1979.

## Palmarès

### Competizioni nazionali
- Coppa di Spagna: 1

Valencia: 1978-1979

### Competizioni internazionali
- Coppa delle Coppe: 1

Valencia: 1979-1980
- Supercoppa UEFA: 1

Valencia: 1980